# Valluércanes
Valluércanes ist eine 63 Einwohner (Stand: 2024) zählende Gemeinde der Provinz Burgos in der Autonomen Gemeinschaft Kastilien-León (Castilla y León). Sie gehört zur Comarca Valle del Ebro.

## Lage
Valluércanes liegt etwa 61 Kilometer nordöstlich von Burgos am Río Arto.

## Bevölkerungsentwicklung
| Jahr      | 1900 | 1910 | 1920 | 1930 | 1940 | 1950 | 1960 | 1970 | 1981 | 1991 | 2001 | 2011 | 2021 |
| Einwohner | 430  | 485  | 490  | 409  | 385  | 384  | 348  | 284  | 154  | 137  | 116  | 84   | 67   |

## Sehenswürdigkeiten
- Kirche